# Tibouchina johnwurdackiana
Tibouchina johnwurdackiana är en tvåhjärtbladig växtart som beskrevs av Todzia. Tibouchina johnwurdackiana ingår i släktet Tibouchina och familjen Melastomataceae. Inga underarter finns listade i Catalogue of Life.